# Ponte de Vagos
Ponte de Vagos ist ein Ort und eine ehemalige Gemeinde (Freguesia) im portugiesischen Kreis Vagos. Die Gemeinde hatte 1792 Einwohner (Stand 30. Juni 2011).
Am 29. September 2013 wurden die Gemeinden Ponte de Vagos und Santa Catarina zur neuen Gemeinde União das Freguesias de Ponte de Vagos e Santa Catarina zusammengeschlossen. Ponte de Vagos ist Sitz dieser neu gebildeten Gemeinde.